# Lutz Löschke
Lutz Löschke (* 5. November 1940 in Bamberg) ist ein ehemaliger deutscher Radrennfahrer und nationaler Meister im Radsport.

## Sportliche Laufbahn
Löschke wurde dreimal (1964, 1965 und 1966) mit seinem Verein RVg Luisenstadt Berlin (u. a. mit Burkhard Ebert) deutscher Meister im Mannschaftszeitfahren. 1963 hatte er bereits die Bronzemedaille gewonnen. 1965 konnte er als Mitglied der deutschen Nationalmannschaft die Berliner Etappenfahrt als Sieger beenden. Im selben Jahr gewann er auch das traditionsreiche Berliner Rollberg-Rennen.